# إذاعة لبنان
إذاعة لبنان هي الإذاعة الرسمية للجمهورية اللبنانية تبث من بيروت، تعد من أقدم محطات الإذاعة العربية. تتألف الإذاعة من قسم عربي وقسم البرامج الغربية الذي يبث باللغات الفرنسية، والإنكليزية، والأرمنية، والأسبانية والبرتغالية، وهي تتبع اليوم لوزارة الاعلام. تحتفظ الإذاعة اللبنانية في مكتبتها بآلاف التسجيلات من برامج مختلفة تؤرشف تاريخ لبنان الحديث، إضافة إلى مواد موسيقية وغنائية ومسلسلات نادرة.

## المحطات والبث
تملك الإذاعة اليوم ثلاث محطات إرسال على الموجة القصيرة جداً "أف أم"، واحدة في جبال الباروك، والأخرى في جبل أيطو في قضاء الشمال والمحطة الثالثة في منطقة نعص في بكفيا. تبث المحطات على الموجات 98.1 و98.5 «أف أم»، وهناك أربع محطات بث لموجة 96.2 «أف أم» مخصصة للبرامج الغربية: الأولى في بيت مري، الثانية في جبل أيطو في الشمال والثالثة في بعلبك والرابعة على قمة جبل صافي في الجنوب.

## تاريخ
إذاعة لبنان هي من أقدم الإذاعات في العالم العربي، أنشئت في عام 1938 باسم (راديو الشرق) خلال فترة الانتداب الفرنسي، وكان مقرّها في السراي الحكومي، شغل الأديب ألبير أديب منصب المدير الأول للإذاعة، بينما كان الشاعر سعيد عقل المذيع الأول فيها.
وفي نيسان 1946 انتقلت ملكيتها إلى الدولة اللبنانية وألحقت بوزارة الأنباء والسياحة وأصبح اسمها الرسمي «الإذاعة اللبنانية»، وفي السبعينات أصبحت تعرف باسم «إذاعة لبنان». وكان من أكثر الناشطين فيها عميد المذيعين العرب الراحل شفيق جدايل، كما عمل فيها العديد من المذيعين منهم ناهدة فضلي الدجاني، ورياض شرارة، وحكمت وهبة، وسعاد العشي وناهد وشريف الأخوي، وانطلقوا منها إلى تلفزيون لبنان في ما بعد، ومن ثمّ إلى إذاعات وتلفزيونات خاصة.
في يناير عام 1958 وضع حجر الاساس لدار الإذاعة اللبنانية الكبرى في منطقة الصنائع في بيروت. وتولّت شركة ألمانية تنفيذ المشروع الذي يضّم استديوهات ومكتبة تسجيلات ومحطة للإرسال في عمشيت، تبث على موجتين: موجة متوسطة للبرامج العربية وموجة قصيرة للبرامج الغربية.
انطلقت من استديوهات الإذاعة أهم أصوات المطربين اللبنانين والعرب، سجّلت فيروز مئات الأغاني، وفيها غنّت أم كلثوم «يا ظالمني» لأول مرة، في حفلة مباشرة على الهواء ما زال تسجيلها محفوظًا، ومن استديوهاتها أيضًا غنى محمد عبد الوهاب وفريد الاطرش ووديع الصافي وصباح وزكي ناصيف ونور الهدى ونجاح سلام وغيرهم.
يعتبر أرشيف الإذاعة كنز من كنوزها وثروة وطنية فهو يؤرخ عقودًا من تاريخ لبنان سياسيًا واقتصاديًا وأدبيًا وفنيًا، بالإضافة إلى ما يحتويه من مواد أخرى نادرة، وهو الأضخم بين المكتبات الصوتية في الشرق الأوسط. يقسم الأرشيف إلى ثلاثة أقسام: الأغاني، البرامج القديمة ومتحف الأصوات. حيث يجري العمل في القسم الأخير على استعادة أصوات رؤساء جمهوريات وقادة وشخصيات في مناسبات ومحطات تاريخية.
للفنانة فيروز أكبر عدد من الأغاني في الإذاعة إذ يبلغ عدد أغانيها نحو 800 أغنية، يليها وديع الصافي وصباح.